# 세종특별자치시의 코로나19 범유행
다음은 세종특별자치시에서의 코로나19 범유행에 대한 설명이다.

## 경과
2020년 3월 10일, 세종특별자치시에서 첫 확진자가 발표되었다. 해당 확진자는 대한민국 해양수산부에 근무하고 있는 직원이며, 정부세종청사에서 확진된 상태인 것으로 보인다. 하지만 한국 최대 코로나의 진원지인 대구, 경북 지역에 다녀간 내력이 없던 것으로 보아, 코로나에 감염된 사례가 어떻게 전파되어 있는지 출처가 분명하지 않는 상태이다.
2020년 12월 29일 코로나 사망자 40명이 폭증한 가운데, 첫 사망자 발생하였다. 143번 확진자로 자택에서 사망후 확진 판정을 받았다 
2021년 9월 1일 세종특별자치시 누적 확진자가 1천명을 돌파하였다. 
2021년 10월 두번째 사망자가 발생하였다. 격리 치료중 사망하였다.
2021년 11~12월 3~4번째 사망자가 발생하였다. 격리 치료중 사망하였다.
2022년 2월 20일 세종특별자치시 누적 확진자가 1만명을 돌파하였다.
2022년 2월 5번째 사망자 발생 하였다. 격리 치료중 사망하였다.
2022년 3월 2일 세종특별자치시 누적 확진자가 2만명을 돌파하였다.
2022년 3월 9일 세종특별자치시 누적 확진자가 3만명을 돌파하였다.
2022년 3월 14일 세종특별자치시 누적 확진자가 4만명을 돌파하였다.
2022년 3월 17일 세종특별자치시 누적 확진자가 5만명을 돌파하였다.
2022년 3월 21일 세종특별자치시 누적 확진자가 6만명을 돌파하였다.
2022년 3월 24일 세종특별자치시 누적 확진자가 7만명을 돌파하였다.
2022년 3월 27일 세종특별자치시 누적 확진자가 8만명을 돌파하였다.
2022년 3월 31일 세종특별자치시 누적 확진자가 9만명을 돌파하였다.
2022년 3월 6~23번째 사망자 발생하였다. 격리 치료중 사망하였다.
2022년 4월 3일 세종특별자치시 누적 확진자가 10만명을 돌파하였다.
2022년 4월 24~34번째 사망자 발생하였다. 격리 치료중 사망하였다.
2022년 5월 35번째 사망자 발생하였다. 치료중 사망하였다.
2022년 6월 36번째 사망자 발생하였다. 치료중 사망하였다.
2022년 7월 30일 세종특별자치시 누적 확진자가 15만명을 돌파하였다.
2022년 7월 37~38번째 사망자 발생하였다. 치료중 사망하였다.
2022년 8월 39~43번째 사망자가 발생하였다. 치료중 사망하였다.
2022년 10월 29일 세종특별자치시 누적 확진자가 20만명을 돌파하였다.
2022년 10월 44~45번째 사망자가 발생하였다. 치료중 사망하였다.
2022년 11월 46~49번째 사망자가 발생하였다. 치료중 사망하였다.
2022년 12월 50번째 사망자가 발생하였다. 치료중 사망하였다.
2023년 1월 51~55번째 사망자가 발생했다. 치료중 사망하였다.
2023년 2월 56번째 사망자가 발생했다. 치료중 사망하였다.
2023년 4월 57번째 사망자가 발생하였다. 치료중 사망하였다.
2023년 5월 16일 세종특별자치시 누적 확진자가 25만명을 돌파하였다.